# Runa Khan
Pour les articles homonymes, voir Khan (homonymie).
Runa Khan (17 novembre 1958, Dacca) est une entrepreneure sociale bangladaise.

## Biographie
Issue d'une famille favorisée, Runa Khan naît en 1958 à Dacca, alors capitale du Pakistan oriental. Après des études en géographie et un Bachelor of Arts en humanités, elle Khan ouvre une boutique d'artisanat indigène dans la région des Chittagong Hill Tracts.
Après un mariage arrangé alors qu'elle a vingt ans, elle quitte son mari et retourne vivre chez son père. C'est là qu'elle rencontre le navigateur français Yves Marre, venu au Bangladesh en convoyant une péniche en vue de la convertir en un hôpital flottant. Le projet sera mené à son terme par Yves Marre et Runa Khan qui fondent ensemble l'ONG Friendship (en) en 1998. En 2019, l'association emploie plus de 2000 personnes.
Au cours des années 2000, elle lance le projet d'un musée vivant destiné à préserver le patrimoine maritime traditionnel du Bangladesh. En 2006, elle est lauréate pour ce projet du Prix Rolex,.